# Lucas Vidal
Lucas Vidal (Madrid, 6 de marzo de 1984) es un compositor español. Ha ganado dos Premios Goya, y ha hecho bandas sonoras de películas y de series. 

## Biografía
Lucas Vidal nació en Madrid en 1984 en una familia muy unida a la música. Su abuelo paterno, José Manuel Vidal Zapater fue el fundador de la compañía discográfica Hispavox en 1953. De su familia materna le viene su relación con el ballet (su prima Zenaida Yanowsky fue primera bailarina del Royal Ballet y su primo Yury Yanowsky del Boston Ballet ).
Empezó a tocar el piano a los tres años, a los 7 la flauta travesera. Con 15 años  acudió a un campamento estival de composición musical en el Berklee College of Music, de Boston, a partir del cual decidió dedicarse a componer  bandas sonoras. Logró una beca para cursar en ese centro la doble titulación de Música para Cine y Composición siendo el estudiante más joven de la historia del centro en componer y grabar una banda sonora orquestal para su primera película, Cathedral Pines, y a recibir los dos premios más importantes de composición musical de la institución educativa, graduándose con mención magna cum laude.
Tras su paso por Boston, se trasladó a Nueva York para formarse en Juilliard School of Music, con el profesor Richard Danielpour.
Se muda a Los Ángeles en 2009, donde compuso la banda sonora de Fast and Furious 6 (2012). Tras esta superproducción, trabajó películas de éxito con actores como Bruce Willis, Sigourney Weaver o John Cusack. En 2016 logró un Emmy por la composición del tema musical de la cadena ESPN para los Juegos Olímpicos de Río de Janeiro 2016.
Lucas comenzó una etapa entre Estados Unidos y Madrid, donde en 2016 ganó dos Premios Goya por el tema principal del largometraje Palmeras en la nieve¨junto a Pablo Alborán y por la banda sonora de Nadie quiere la noche.
Se inició en la producción musical con colaboraciones con Amaia Montero (2016), Antonio Orozco (2018) y mezcló los grandes éxitos de Raphael en su proyecto Resinphónico.  También compuso el Himno de La Liga, así como el Himno de Iberoamérica..
En 2019, seleccionado por la revista Forbes como uno de los 100 creativos más influyentes del mundo y presentó su primer álbum de música electrónica orquestal, Karma con el que hizo diversos conciertos. Volvió a España a vivir en 2020 
Ha compuesto la banda sonora de series como Élite (2018-22, Netflix), Dime Quién Soy (2020, Movistar+), Alguien tiene que morir (2020, Netflix) Paraíso (2021, Movistar+)  El Inmortal (2022, Movistar), Bienvenidos a Edén (2023, Netflix), Sagrada Familia (2022, Netflix),  Las largas Sombras (2024, Disney+) , NI una más (2024, Netflix),  o el musical para Netflix Érase Una Vez Pero Ya No. 
En 2021 recibe el Premio Iris de la Academia de TV de España y  ejerce como jurado de la tercera edición de Prodigios, talent de música y artes clásicas de TVE.  Y en 2024 hizo la misma tarea en el programa La bien cantá, de TVE, junto a María del Monte y Rayden. 
Vidal ha hecho diversos ballets, como la coreografía de Carlos Rodríguez, Eterno Picasso (2022),  El 29 de abril de 2023 estrena su primera zarzuela contemporánea, Trato de Favor, con libreto de Boris Izaguirre y dirección artística de Emilio Sagi. Y en 2024 compone la nueva identidad sonora de Telefónica, coincidiendo con el centenario de la empresa. 
Compagina su carrera profesional con charlas de motivación tanto a centros educativos como a empresas nacionales e internacionales. 

## Obra musical

### Cine
- 2009: The Immortal Voyage of Captain Drake
- 2009: Hammer of the Gods
- 2009: The Island Inside
- 2010: Vanishing on 7th Street
- 2011: Sleep Tight
- 2012: El enigma del cuervo
- 2012: La fría luz del día
- 2012: Invasor
- 2012: Afterparty
- 2013: The Quiet Ones
- 2013: Fast & Furious 6
- 2013: Mindscape
- 2013: Combustión
- 2015: Palmeras en la nieve
- 2015: El caso Heineken
- 2015: Nadie quiere la noche
- 2018: El árbol de la sangre
- 2018: Paradise Hills
- 2018: Alegría, tristeza
- 2019: La isla interior
- 2020: Mi hermano persigue dinosaurios[17]
- 2020: Hogar

### Series
- Élite (2018-22, Netflix)
- Alguien tiene que morir (2020, Netflix)
- Dime quién soy (2020, Movistar+)
- Paraíso (21-22, Movistar+) [18]
- El Inmortal (2022, Movistar+) [19]
- Sagrada Familia (2022, Netflix)[20]
- Bienvenidos a Eden (2023, Netflix)
- Las largas sombras (2024, Disney +)
- Ni una más (2024, Netflix) [21]

## Premios y reconocimientos
- Premio Emmy 2016 al mejor tema musical Juegos Olímpicos Río 2016 para ESPN [2]
- Premio Goya al mejor tema musical 2016 por Palmeras en la Nieve, junto a Pablo Alborán[6]
- Premio Goya a la mejor banda sonora 2016 por la película Nadie quiere la noche, de Isabel Coixet. [22]
- Premio IRIS del Jurado 2021, de la Academia de Televisión. [23]
- Premio Música para la Imagen, otorgado en el Festival de Cine de Alicante 2022 por la banda sonora de Paraíso. [9]
- Premio Talento 2024 de la Academia de Televisión. [24]
- Premio americano Hollywood Music in Media Awards 2024 (HMMA). [25]